# Urochloa longifolia
Urochloa longifolia är en gräsart som beskrevs av Bi Sin Sun och Zhi Hao Hu. Urochloa longifolia ingår i släktet leverhirser, och familjen gräs. Inga underarter finns listade i Catalogue of Life.